# Niképhorosz Brüenniosz (történetíró)
Ifjabb Niképhorosz Brüenniosz (görögül: Νικηφόρος Βρυέννιος, Nikifórosz Vriéniosz, latinul: Nicephorus Bryennius; Orestiada, 1062 – Konstantinápoly, 1137) középkori bizánci államférfi, történetíró.

## Élete és műve
I. Alexiosz bizánci császár leányának, Anna Komnénének volt a férje. Anyósa kérésére kezdte el írni történeti művét, amely 4 könyvben az 1070 és 1079 közötti események történetét meséli el. A krónika középpontjában a Komnénoszok fölemelkedése áll, de a szerző nem mulasztja el kiemelni a többi nagy arisztokrata család, így a Brüennioszok szerepét sem.
A mindössze néhány év történetét feldolgozó mű folytatását Brüenniosz halála akadályozta megː a folytatást végül özvegy felesége, Anna Komnéné írta meg Alexiasz címen.

## Személye aRégi tudós világ históriájában
Budai Ézsaiás teológus és történetíró a Régi tudós világ históriája című 1802-es, Debrecenben megjelent nagy tudós-lexikonában a következőket írja Brüennioszról:
| NICEPHORUS BRYENNIUS, Orestias nevű Városból, Macedoniábann. Meghólt 1137-benn. Sok vitéz tselekedeteiért, Alexis Comnenus Tsászár, Anna nevű leányát feleségűl adta néki, és Panhypersebastus titulussal tisztelte meg. A’ Comnenusi ház Históriáját akarvánn leírniː el nem végezhette; hanem 1057-től fogva, tsak 1081-ig ment, 4. könyvekbenn. Munkájának ’Υλη’ιςορίας nevet adott. |